# مارثا كولبيرن
مارثا كولبيرن (بالإنجليزية: Martha Colburn)‏ هي رسامة رسوم متحركة وفنانة أمريكية، ولدت في 1972.

## وصلات خارجية
- مارثا كولبيرن على موقع IMDb (الإنجليزية)
- مارثا كولبيرن على موقع ميوزك برينز (الإنجليزية)
- مارثا كولبيرن على موقع قاعدة بيانات الفيلم (الإنجليزية)